# 823年
| 千纪： | 1千纪                                                                                           |
| 世纪： | 8世纪 \| 9世纪 \| 10世纪                                                                        |
| 年代： | 790年代 \| 800年代 \| 810年代 \| 820年代 \| 830年代 \| 840年代 \| 850年代                       |
| 年份： | 818年 \| 819年 \| 820年 \| 821年 \| 822年 \| 823年 \| 824年 \| 825年 \| 826年 \| 827年 \| 828年 |
| 纪年： | 癸卯年（兔年）；唐長慶三年；南诏大丰四年；吐蕃彝泰九年；日本弘仁十四年；渤海国建兴五年          |

## 大事记
- 中國
  - 唐與吐蕃雙方立「唐蕃會盟碑」於拉薩大昭寺前。
  - 牛僧孺官至户部侍郎，李德裕出為浙西觀察使，從此八年不調任。
- 日本
  - 4月16日：嵯峨天皇退位，淳和天皇即位。

## 出生
- 6月13日——查理二世，加洛林王朝的西法蘭克國王，世稱「禿頭查理」、「禿頭王」。（877年逝世，54岁）